# Лугинська селищна територіальна громада
Лугинська селищна територіальна громада — територіальна громада в Україні, в Коростенському районі Житомирської області. Адміністративний центр — селище Лугини.

## Площа та населення
Площа території — 990,8 км², кількість населення — 15 691 особа, з них: міське — 4 546 осіб, сільське населення — 11 145 осіб (2020).
Станом на 2016 рік площа громади становила 657,66 км², чисельність населення — 12 692 особи, з них: міське — 4 602 особи, сільське — 8 090 осіб.

## Населені пункти
До складу громади входять 2 селища (Лугини, Миролюбів), 47 сіл: Березовий Груд, Бобричі, Бовсуни, Буда, Будо-Літки, Глухова, Великий Дивлин, Великий Ліс, Вербівка, Волошине, Діброва, Жеревці, Запілля, Зарічка, Іванівка, Калинівка, Кам'яна Гірка, Красносілка, Красностав, Кремне, Крупчатка, Леонівка, Липники, Літки, Лугинки, Малахівка, Малий Дивлин, Миколаївка, Нова Рудня, Нові Новаки, Новосілка, Осни, Остапи, Підостапи, Повч, Путиловичі, Радогоща, Рудня-Жеревці, Рудня-Повчанська, Солов'ї, Станційне, Старі Новаки, Старосілля, Степанівка, Теснівка, Топільня, Червона Волока.

## Історія
Утворена 9 серпня 2016 року шляхом об'єднання Лугинської селищної ради та Будо-Літківської, Калинівської, Красноставської, Остапівської сільських рад Лугинського району Житомирської області.
9 червня 2017 року внаслідок добровільного приєднання до громади приєдналися Миролюбівська селищна рада та Великодивлинська, Жеревецька, Кремненська, Топільнянська сільські ради.
У жовтні 2017 року шляхом добровільного приєднання до громади приєдналися Путиловицька, Старосільська, Степанівська та Червоноволоцька сільські ради.
Відповідно до розпорядження Кабінету Міністрів України № 711-р від 12 червня 2020 року «Про визначення адміністративних центрів та затвердження територій територіальних громад Житомирської області», до складу громади були включені територія та населені пункти Бовсунівської, Липниківської, Літківської та Повчанської сільських рад Лугинського району Житомирської області.
Відповідно до постанови Верховної Ради України № 807-IX від 17 липня 2020 року «Про утворення та ліквідацію районів», громада увійшла до складу новоствореного Коростенського району Житомирської області.

## Старостинські округи
Бовсунівський (села Бовсуни, Діброва, Солов'ї), Будо-Літківський (села Будо-Літки, Березовий Груд, Радогоща), Великодивлинський (села Великий Дивлин, Вербівка, Іванівка, Малий Дивлин), Жеревецький (села Жеревці, Запілля, Зарічка, Рудня-Жеревці), Калинівський (села Калинівка, Підостапи), Красноставський (села Красностав, Теснівка), Кремненський (села Кремне, Леонівка), Липниківський (села Липники, Малахівка, Осники), Літківський (села Літки, Великий Ліс), Миролюбівський (селище Миролюбів), Остапівський (села Остапи, Кам'яна Гірка), Повчанський (села Повч, Буда, Рудня-Повчанська), Путиловицький (село Путиловичі), Старосільський (села Старосілля, Нова Рудня, Нові Новаки, Новосілка), Степанівський (села Степанівка, Старі Новаки), Топільнянський (села Топільня, Миколаївка), Червоноволоцький (села Червона Волока, Бобричі, Волошине, Красносілка).